# Cantón de Les Saintes
El cantón de Les Saintes era una división administrativa francesa, que estaba situada en el departamento de Guadalupe y la región de Guadalupe.

## Composición
El cantón estaba formado por dos comunas:
- Terre-de-Bas
- Terre-de-Haut

## Supresión del cantón de Les Saintes
En aplicación del Decreto n.º 2014-235 de 24 de febrero de 2014, el cantón de Les Saintes fue suprimido el 22 de marzo de 2015 y sus 2 comunas pasaron a formar parte del nuevo cantón de Trois-Rivières.